# Superallsvenskan i ishockey 2002
Superallsvenskan i ishockey 2002 spelades vårsäsongen år 2002. De fyra bästa lagen från Allsvenskan norra respektive södra höstsäsongen 2001 var kvalificerade. Samtliga lag mötte varandra två gånger, hemma och borta, och spelade totalt 14 matcher. De två främsta lagen gick vidare till Kvalserien medan lag 3 till 6 gick vidare till playoffspel. De övriga två lagen fick spela Allsvenskan nästa säsong. Matcherna spelades med trepoängssystem, max fem minuters overtime och straffar.

## Tabell
Lag 1–2: Kvalificerade för Kvalserien 2002

Lag 3–6: Kvalificerade för Playoff

Lag 7–8: Kvalificerade för Allsvenskan
| Nr | Lag                | S  | V  | ÖV | ÖF | F | GM | IM | MS  | P  |
| -- | ------------------ | -- | -- | -- | -- | - | -- | -- | --- | -- |
| 1  | Leksands IF        | 14 | 12 | 1  | 0  | 1 | 81 | 33 | +48 | 38 |
| 2  | Bodens IK          | 14 | 6  | 2  | 1  | 5 | 47 | 55 | −8  | 23 |
| 3  | Bofors IK          | 14 | 6  | 1  | 2  | 5 | 47 | 48 | −1  | 22 |
| 4  | Tingsryds AIF      | 14 | 6  | 1  | 0  | 7 | 51 | 58 | −7  | 20 |
| 5  | IF Björklöven      | 14 | 5  | 1  | 1  | 7 | 51 | 49 | +2  | 18 |
| 6  | Skellefteå AIK     | 14 | 4  | 2  | 2  | 6 | 48 | 53 | −5  | 18 |
| 7  | Rögle BK           | 14 | 4  | 1  | 1  | 8 | 44 | 55 | −11 | 15 |
| 8  | IK Nyköpings NH 90 | 14 | 4  | 0  | 2  | 8 | 39 | 57 | −18 | 14 |